# Raquel Bitton
Raquel Bitton (Marrakech, 15 de julio de 1962) es una cantante, actriz y dramaturga francesa.

## Biografía
Bitton nacida en Marrakech, Marruecos, en 1970, siendo adolescente, se trasladó a San Francisco con sus padres y hermanos. Empezó a aprender las canciones de la L'Âge d'or ('Edad de Oro') francesa.
El espectáculo de Bitton Raquel Bitton canta a Piaf: su historia y sus canciones se ha representado en toda Norteamérica y ha agotado las entradas en el Carnegie Hall tres veces y en salas sinfónicas de EE. UU. y Canadá. A la crítica Ann Powers, en The New York Times, le gustó el tratamiento discreto de Bitton, ya que "sirvió a su tema restando importancia al patetismo en favor del oficio", utilizando una "narración tranquila". Bitton "hizo bien en concentrarse en la gran cantante como virtuosa más que como heroína", ya que la leyenda era imposible de alcanzar, pero "una intérprete brillante como la Sra. Bitton sin duda puede iluminarla", escribió Powers.
El espectáculo Piaf: Su historia, sus canciones se convirtió en una película que ganó el primer premio en la 25ª edición de los Classic Telly Awards y recibió el Premio Especial del Jurado a la experiencia cinematográfica más conmovedora en el Festival Internacional de Cine de Fort Lauderdale. Fue lanzado en DVD por Lionsgate Films.

## Críticas
"La pasión está en el núcleo de la Persona "Piaf", en este caso hay una sustituta, ella es RAQUEL BITTON", escribió Anna Kisselgoff en el New York Times. "PIAF: su historia, sus canciones", Piaf y Billie Holiday compartían un sentimiento conmovedor en su interpretación que pocos han logrado dominar; Bitton, aquí, es una de ellas, escribió Phil Elwood en el San Francisco Chronicle.

## Obras escritas
"PIAF. The Sparrow and the Birdman" la amistad entre Jean Cocteau y Edith Piaf, por encargo de Theatreworks.
"PIAF... The Resurrection". "¡Oy Vey! ¡Jesús! (Las damas de la planta de la sed)". Obras adaptadas en francés, "Maestro" de Hershey Felder sobre Leonard Bernstein". Adaptación en inglés "Zelda" sobre la esposa de F. Scott Fitzgerald escrita por el dramaturgo francés Sam Vansteen.

## Reseñas discográficas
"La voz de Raquel Bitton es cálida y seductora y domina a la perfección los ritmos latinos... Rafa Sardina, ganador de 14 premios Grammy, coprodujo y diseñó el álbum, y Rhythm of the Heart podría ponerlo a la altura de los doce mejores. Todo está perfectamente equilibrado. El sonido general es exuberante, cálido y seductor, como debe ser en esta literatura, pero no faltan detalles", dice el crítico Rad Bennett de su último álbum.
El crítico L. Pierce Carson, del Napa Register, escribió: "...Desde el entrañable bolero de Osvaldo Farres, "Plus Je Vous Aime", hasta el palpitante bandoneón de "Tango Melodie", desde la clásica canción de amor, "Tout Bleu", del compositor francés Henri Bourtayre, hasta la última canción de venganza, "Il Est Trop Tard", "Rhythm of the Heart" es una joya. Cantadas todas en francés, las canciones son tan seductoras como conmovedoras".

## Discografía
- I Wish You Love (1994)
- Changes (1996)
- In a Jazzy Mood (1998) with Paul Misraki
- Raquel Bitton sings Edith Piaf (2000)
- Paris Blues (2006)
- Dream a Little Dream (2011)
- Boleros Sony (2014)
- Rhythm of the Heart (Ritmo del Corazon) (Sony, 2016)
- "Jardin D'hiver" Single (2020)
- C'EST MAGNIFIQUE (2023)